# El Censo (Chiapas)
El Censo es una localidad del estado mexicano de Chiapas. Es parte del municipio de Ocosingo.

## Demografía
| Gráfica de evolución demográfica |
|                                  |

| Censo | Población |
| ----- | --------- |
| 1990  | 1 069     |
| 2000  | 1 310     |
| 2010  | 1 500     |
| 2020  | 1 866     |